# Hokuriku

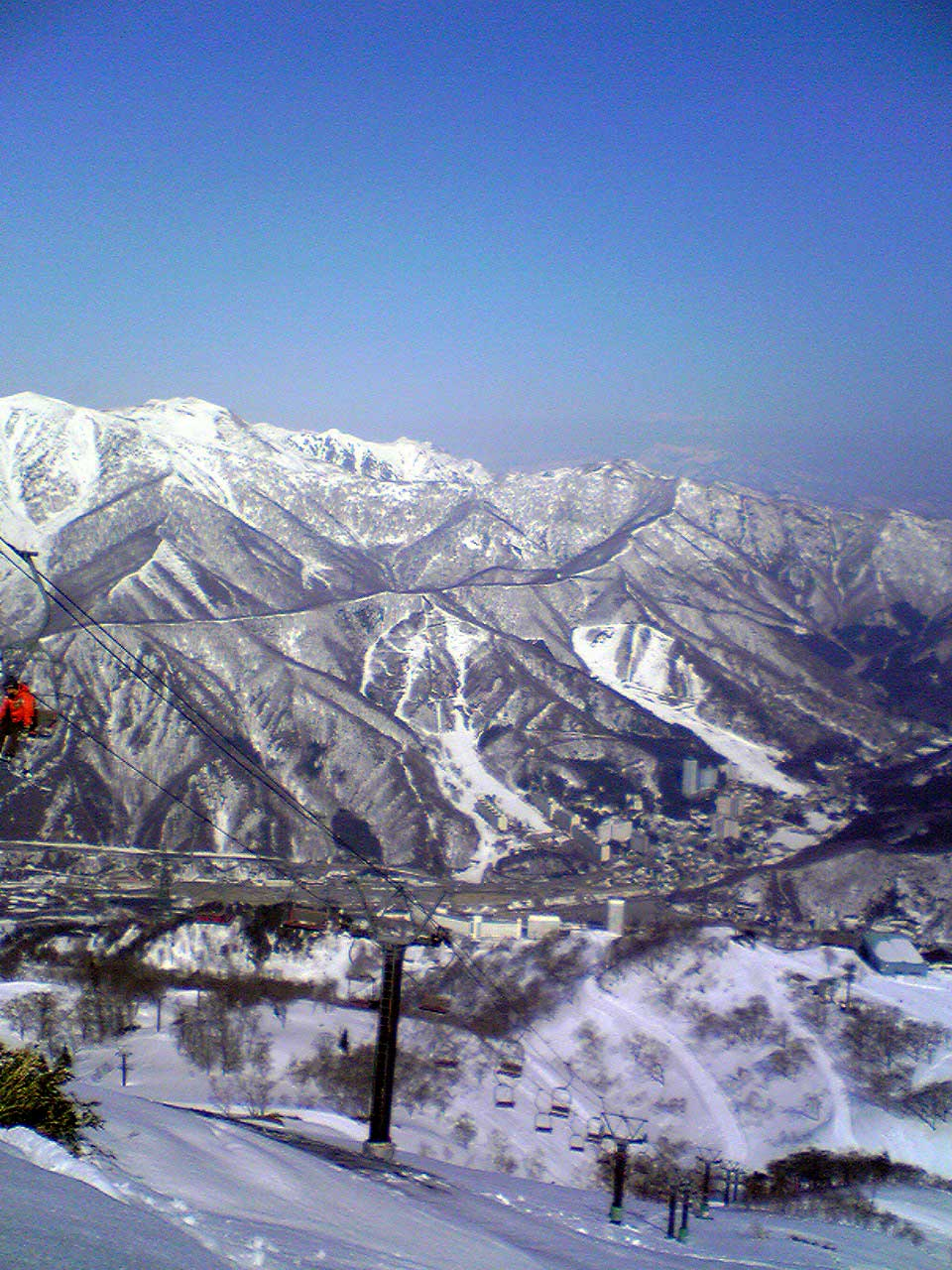
impianto sciistico di Naeba

Hokuriku (北陸地方?, Hokuriku chihō) è una sottoregione della regione di Chūbu, in Giappone.

## Geografia fisica

### Territorio
È posta sul versante occidentale della penisola giapponese, a ridosso del Mar del Giappone.
La regione non è un ente amministrativo, ma è unicamente una regione geografica a cui si fanno convenzionalmente appartenere la prefettura di Toyama, la prefettura di Ishikawa e la prefettura di Fukui. Talvolta viene inclusa anche la prefettura di Niigata.
Le prefetture di Yamanashi, Nagano e Niigata formano una regione che si chiama Kōshin'etsu. La regione formata da tutte e 6 le prefetture si chiama "Hokuriku-Kōshin'etsu", e quella formata dall'Hokuriku-Kōshin'etsu e dal Kantō si chiama "Kantō-Kōshin'etsu-Hokuriku".

### Clima
Gli inverni sono abbondantemente nevosi, mentre le estati sono calde e molto afose. I lunghi inverni e le nevicate di questa regione sono descritti in Hokuetsu seppu, un'opera enciclopedica del tardo periodo Edo che descrive la vita del distretto di Minamiuonuma nella prefettura di Niigata.

## Economia
È un'importante regione industriale, specializzata nell'industria pesante e nell'industria chimica.